# Еншара-ду-Бішпу
Еншара-ду-Бішпу (порт. Enxara do Bispo; МФА: [ẽ.ˈʃa.ɾɐ du ˈbiʃ.pu]) — парафія в Португалії, у муніципалітеті Мафра. Розташована в західній частині країни, на теренах історичної португальської провінції Ештремадура. Входить до складу округу Лісабон. За адміністративним поділом, чинним до 1976 року, терени парафії були складовою провінції Ештремадура. Належить до Лісабонського патріархату Католицької церкви. Патрон — Діва Марія. Площа — 18,0559 км². Населення — 1740 ос. (2011). Слабо урбанізований регіон. Густота населення — 96,37 осіб/км²
. Код — 110905.

## Населення
| Кількість мешканців | Кількість мешканців | Кількість мешканців | Кількість мешканців | Кількість мешканців | Кількість мешканців | Кількість мешканців | Кількість мешканців | Кількість мешканців | Кількість мешканців | Кількість мешканців | Кількість мешканців | Кількість мешканців | Кількість мешканців | Кількість мешканців |
| ------------------- | ------------------- | ------------------- | ------------------- | ------------------- | ------------------- | ------------------- | ------------------- | ------------------- | ------------------- | ------------------- | ------------------- | ------------------- | ------------------- | ------------------- |
| 1864                | 1878                | 1890                | 1900                | 1911                | 1920                | 1930                | 1940                | 1950                | 1960                | 1970                | 1981                | 1991                | 2001                | 2011                |
| 1 958               | 2 002               | 2 192               | 2 166               | 2 260               | 2 229               | 2 249               | 1 816               | 1 945               | 1 947               | 1 632               | 1 747               | 1 721               | 1 647               | 1 740               |